# Carta Africana de Derechos Humanos y de los Pueblos

Países integrantes de la Organización para la Unidad Africana

La Carta Africana de Derechos Humanos y de los Pueblos, también conocida como la Carta de Banjul, es un instrumento internacional cuyo objetivo es promover y proteger los derechos humanos y libertades básicas en el continente africano.
El convenio fue auspiciado por la Organización para la Unidad Africana, en la actualidad reemplazada por la Unión Africana. En su Asamblea de Jefes de Estado y de Gobierno de 1979, la O.U.A adoptó una resolución en favor de la creación de un comité de expertos que redactara el borrador de un instrumento de derechos humanos de ámbito continental. Este sería similar a los que ya existían en Europa, el Convenio Europeo de Derechos Humanos, y América, la Convención Americana sobre Derechos Humanos. El comité se constituyó debidamente y redactó un borrador que obtuvo la aprobación unánime de la Asamblea de 27 de julio de 1981 D.C. Según lo recogido en su artículo 63, por el que entraría en vigor pasados tres meses desde la recepción por el Secretario General de los instrumentos de ratificación de la mayoría simple de los miembros de la O.U.A, la Carta entró en vigor el 21 de octubre de 1986, en honor de lo cual el 21 de octubre se declaró Día de los Derechos Humanos en África.
La Comisión Africana de Derechos Humanos y de los Pueblos es el órgano competente para interpretar la Carta y supervisar su cumplimiento. Fue constituida en 1987 y tiene su sede en Banjul, la capital de Gambia. En 1998 se adoptó un protocolo a la Carta por el que se acordaba la creación de una Corte Africana de Derechos Humanos y de los Pueblos (CADHP): el protocolo entró en vigor el 25 de enero de 2004. En julio de ese mismo año, la Asamblea de la Unión Africana decidió que la C.A.D.H.P se fusionaría con la Corte Africana de Justicia, que había sido proyectada como un órgano de la Unión; pero en julio de 2005, cuando aún no había entrado en vigor el protocolo que constituía la Corte Africana de Justicia, se acordó constituir de todas formas la C.A.D.H.P. En la Octava Sesión Ordinaria del Consejo Ejecutivo de la Unión Africana, que tuvo lugar en Jartum, Sudán, el 22 de enero de 2006, se eligieron los primeros jueces de la Corte Africana de Derechos Humanos y de los Pueblos. La relación entre la Corte y la Comisión debe ser concretada en un futuro.

## Características distintivas de la Carta
La Carta Africana de los Derechos Humanos y de los Pueblos fue el primer acuerdo regional de derechos humanos que reconoce  derechos de la tercera generación, también reconoce en su articulado el derecho al medio ambiente (Artículo 24), derecho del recurso natural (Artículo 21) y al desarrollo de los pueblos (Art. 22), estableciendo un vínculo entre este y el desarrollo:

Todos los pueblos tendrán derecho a un entorno general satisfactorio favorable a su desarrollo.
Artículo 24 de la Carta Africana de Derechos Humanos y de los Pueblos

1. Todos los pueblos tendrán derecho a su desarrollo económico, social y cultural, con la debida consideración a su libertad e identidad y disfrutando por igual de la herencia común de la humanidad.
2. Los Estados tendrán el deber, individual o colectivamente, de garantizar el ejercicio del derecho al desarrollo.

Artículo 22 de la Carta Africana de Derechos Humanos y de los Pueblos

Otro aspecto distintivo de la Carta Africana es que, a diferencia del Convenio Europeo de Derechos Humanos y la Convención Americana sobre Derechos Humanos, constituye el único instrumento de derechos humanos de carácter regional que recoge tanto los derechos civiles y políticos más relevantes como los derechos económicos, sociales y culturales. La Carta Africana opta de una manera clara y decidida por la interdependencia e indivisibilidad de todos los derechos humanos, sin priorizar unos derechos sobre otros y presentándolos en un único documento:

Convencidos de que en lo sucesivo es esencial prestar especial atención al derecho al desarrollo y de que los derechos civiles y políticos no pueden ser disociados de los derechos económicos, sociales y culturales en su concepción y en su universalidad, y de que la satisfacción de los derechos económicos, sociales y culturales constituye una garantía del disfrute de los derechos civiles y políticos [...]
Preámbulo de la Carta Africana de Derechos Humanos y de los Pueblos

## Creación del Tribunal Africano de Derechos Humanos y de los Pueblos
Si bien durante el proceso de elaboración de la Carta de Banjul determinadas voces se alzaron a favor de la creación de un Tribunal Africano facultado para emitir decisiones vinculantes, el peso de la cultura africana, donde prevalece los acuerdos amistosos sobre la litigación ante un tercero, junto con la defensa por parte de los gobiernos africanos del principio de soberanía y de no injerencia en los asuntos internos, motivaron que solo se previese la Comisión Africana como mecanismo de salvaguarda de la Carta Africana.
No obstante, en la década de los noventa diversos factores entre los que destacan «la emergencia y la consolidación del Estado de Derecho en África, la debilidad de la Comisión, la evolución de la actitud de los Estados africanos hacia la jurisdicción internacional así como la creación del Tribunal Penal Internacional para Ruanda» propiciaron retomar la idea de crear un Tribunal Africano que completase el sistema. 
Al igual que ocurriera en el proceso de adopción de la Carta Africana, destaca el papel desempeñado por la Comisión Internacional de Juristas. Institución que desde un inicio reclamó la necesidad de constituir una Corte Africana para hacer frente a la violación de derechos humanos que habían tenido lugar en África durante la década de los setenta y ochenta. De hecho, fue esta institución quien llevó a cabo en 1993 el primer borrador sobre la creación de un Tribunal Africano de Derechos Humanos.
El borrador fue presentado en 1994 ante la Organización para la Unidad Africana (OUA), adoptándose una resolución en la que por primera vez se ordenaba el mandato de crear una comisión de expertos para la elaboración de un Proyecto de Estatuto de la Corte y se reconocía «the need for the establishment of the Court to complement and reinforce the Commission» ante las graves violaciones de derechos humanos y de los pueblos producidas en el Continente.
Finalmente, el Protocolo de la Carta Africana para la creación de una Corte Africana de Derechos Humanos y de los Pueblos (en adelante Protocolo) entró en vigor en enero de 2004, habiendo sido ratificado a fecha de mayo de 2016 por dieciséis Estados.